# ريتشارد فين
ريتشارد فين (بالإنجليزية: Richard Finn)‏ هو مؤرخ بريطاني، ولد في 1963 في ميلر بريج في المملكة المتحدة.